# 요한네스 힐쉬베르거
요한네스 힐쉬베르거(독일어: Johannes Hirschberger, 1900년 5월 7일 ~ 1990년 11월 27일)는 독일의 가톨릭 신학자, 문헌학자, 철학자이자 철학사학자이다.
1925년 사제 서품을 받고 담당사제로 근무했다. 1927년 뮌헨 대학교에서 수학하였으며 1930년 요제프 가이저(Joseph Geyser)의 지도 하에서 플라톤에 관한 논문으로 박사 학위를 받았다. 1933년부터 1940년까지 아이히슈테트 본당 목사로 근무했으며, 1939년 대주교 신학철학대학교(Bischöflich Philosophisch-Theologischen Hochschule) 철학사 및 실천철학 부교수로 근무하였고 1946년 정교수가 되었다. 1953년 프랑크푸르트 대학교의 가톨릭 종교철학 교수로 옮겨 1968년 은퇴할 때까지 근무했다.
1949년부터 1952년까지에 걸쳐 집필한 두 권의 《서양 철학사》(Geschichte der Philosophie)로 유명하며, 그의 철학사 책은 9개 이상의 언어로 출판되었다.